# Pachyplectron
Pachyplectron es un género de orquídeas perteneciente a la subfamilia Orchidoideae. Tiene tres especies. Es endémico de Nueva Caledonia. Es el único miembro de la subtribu Pachyplectroninae.

## Especies dePachyplectron
1. Pachyplectron aphyllum T.Hashim., Ann. Tsukuba Bot. Gard. 16: 7 (1997).
2. Pachyplectron arifolium Schltr., Bot. Jahrb. Syst. 39: 52 (1906).
3. Pachyplectron neocaledonicum Schltr., Bot. Jahrb. Syst. 39: 52 (1906).